# Mauro Finetto
Mauro Finetto (Tregnago, 10 de maig de 1985 fou un ciclista italià, professional des del 2008 i fins al 2022.
El 2003 va participar en el campionat d'Itàlia en ruta pels júniors, on va acabar segon tant a la cursa en ruta com a la contrarellotge individual.
El 2007 va acabar tercer al campionat d'Itàlia sub-23 i també al Giro de la Vall d'Aosta. Això li va servir per aconseguir el seu primer contracte professional a l'equip irlandès CSF Group-Navigare.

## Palmarès
- 2009
  - 1r a la Hel van het Mergelland
  - Vencedor de 2 etapes a la Volta a Turquia
- 2014
  - 1r al Gran Premi de Lugano
  - 1r al Tour del Llemosí i vencedor d'una etapa
- 2015
  - 1r al Sibiu Cycling Tour i vencedor d'una etapa
- 2016
  - 1r a la Volta a Eslovàquia i vencedor d'una etapa
- 2017
  - 1r al Classic Sud Ardèche
- 2019
  - Vencedor d'una etapa a la Setmana Internacional de Coppi i Bartali

### Resultats al Giro d'Itàlia
- 2014. Abandona (16a etapa)
- 2015. 57è de la classificació general

### Resultats a la Volta a Espanya
- 2010. 79è de la classificació general